# Бєлгородський тролейбус
Бєлгородський тролейбус (рос. Белгородский троллейбус) — тролейбусна система Росії що діяла в місті Бєлгород з 3 грудня 1967 по 30 червня 2022 року. Експлуатацію тролейбусної мережі здійснювало МУП «Міський пасажирський транспорт», що розташовувалося за адресою: 308860, м. Бєлгород, проспект Богдана Хмельницького, 135-А.

## Історія
3 грудня 1967 року в Бєлгороді відкрито тролейбусний рух. Маршрут № 1 проходив від тролейбусного депо до залізничного вокзалу. Тролейбус з № 01 придбали за кошти від зданого металобрухту, зібраного учнями школи № 17 міста Бєлгорода. Водіїв запросили з Харкова. Довжина контактної мережі становила 15 км, вартість проїзду коштувала 4 копійки. Через пару місяців в Бєлгород надійшли ще 12 тролейбусів ЗіУ-5, а за кермо сіли перші бєлгородські водії.
У 1968 році з 05:00 ранку до 01:00 ночі курсували 50 тролейбусів, а також діяв черговий тролейбус.
Наприкінці 1970-х років тролейбусний парк почав оновлюватися машинами ЗіУ-682. Саме вони здійснювали перевезення бєлгородців у нові квартали міста, які проєктувалися з обов'язковою умовою появи тут нових маршрутів.
У 1980-ті роки в обласному центрі був 21 тролейбусний маршрут, на який виходили більше 150 машин. В роботі тролейбуса брало участь близько тисячі осіб.
У 1985 році було прийнято рішення про будівництво нової тролейбусної лінії до селища Травневий. Організувати тролейбусне сполучення в наукове містечко молодих вчених Бєлгородського сільськогосподарського інституту (нині — Бєлгородський державний аграрний університет) було вирішено не тільки з економічних міркувань, а й з екологічної складової даного питання, тим більше що велика частина маршруту пролягала по вже готової і федеральної траси М2 «Крим» і до того ж охоплювала на своєму маршруті кілька сіл Бєлгородського району, що дозволило в повній мірі вирішити проблему транспортного сполучення населених пунктів з обласним центром на найвищому та якісному рівні, того часу.

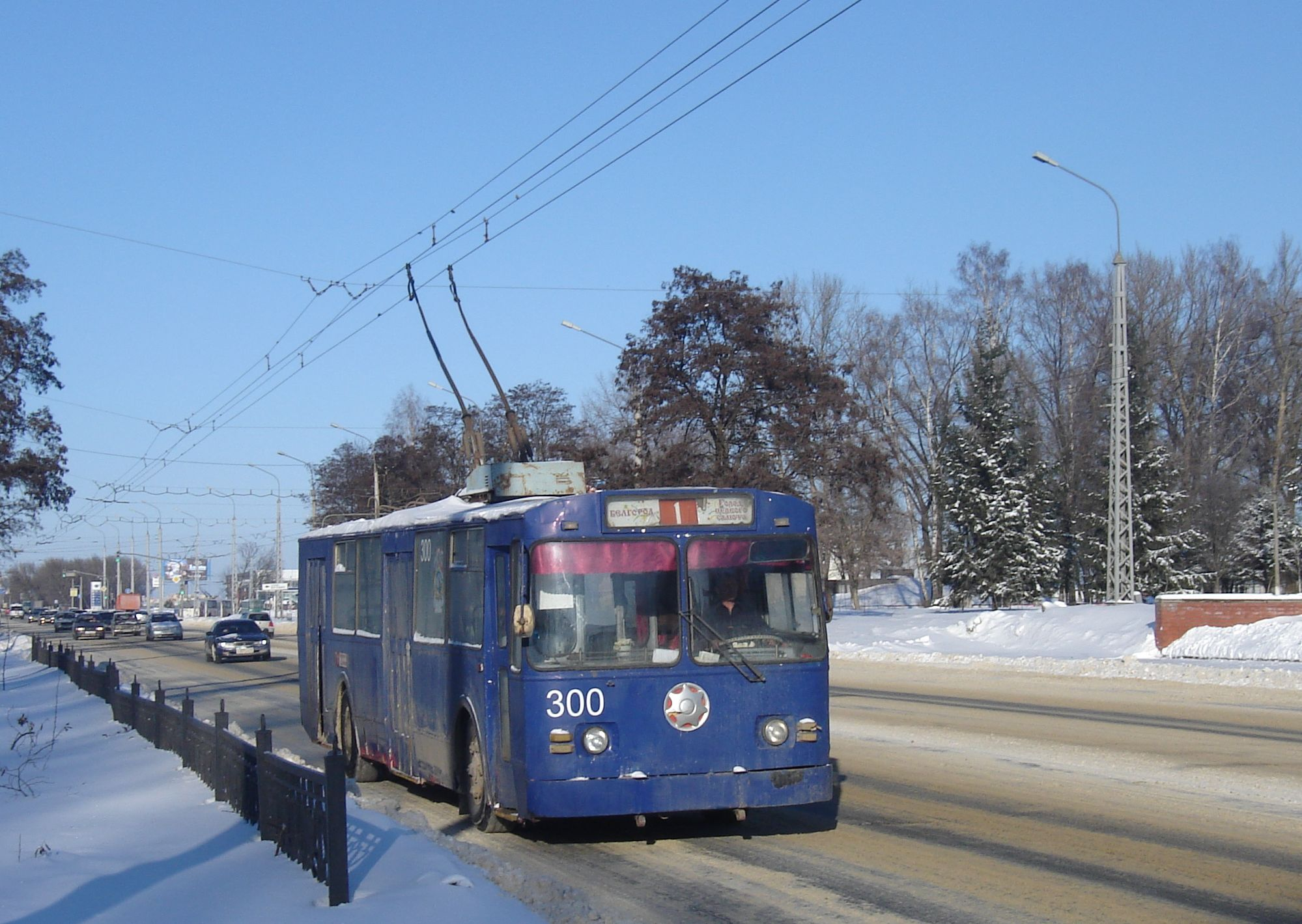
ЗіУ-682 (№ 300) на проспекті Богдана Хмельницького

З моменту запуску приміський маршрут № 15 «Стадіон — Південний мікрорайон — селище Травневий», став не тільки самим найдовшим маршрутом в місті, а й другим по довжині тролейбусним маршрутом приміського сполучення в СРСР, після ліній Сімферополь — Алушта — Ялта, проходячи через села Червоне, Болховець, Ріпне і Грязне, його повна довжина склала 34,5 км. Лінію щоденно обслуговували 4 машини з інтервалом руху 15-25 хвилин. В середині 1990-х років на лінії почали працювати вже 3 тролейбуси, однак рух як і раніше залишався інтенсивним і затребуваним, особливо в літні місяці і з початком будівництва нових районів ІЖС на Болховце і в Червоному. Однак зі зростанням числа особистого автотранспорту, погіршенням фінансової та кадрової ситуації в Бєлгородському тролейбусному управлінні, а також зважаючи на активну появу конкурентів, тролейбус поступово втратив свою популярність і затребуваність на даному маршруті. До 2002 року лінію обслуговували 3-4 тролейбуса з інтервалом 25-30 хвилин від зупинки Завод «Енергомаш» до Сільськогосподарської академії в селище Травневий, починаючи з 2002 року, кількість машин почала скорочувати до 2-3 в день, до 1 машини за розкладом 5 разів на добу починаючи з 2006 року.
У 2011 році система Бєлгородського тролейбуса перевезла близько 68 мільйонів пасажирів.
З 2012 року МУП «Бєлгородське тролейбусне управління» перейменовано на «Міський пасажирський транспорт».
З 1 липня 2012 року припинено тролейбусне сполучення на ділянці Селище Майський — Супутник (вул. Ворошилова)». Приміська 8-ми км лінія не демонтована і не відрізана від основної мережі. Сам маршрут № 15 не був закритим, але переведений на обслуговування автобусом замість тролейбусів.
1 серпня 2012 року закрито тролейбусний маршрут № 14. Лінія по вулиці Вовчанській між проспектом Слави і вулицею Костюкова збережена, але не експлуатується. Припинено рух тролейбусного маршруту № 10 у вихідні дні.
18 вересня 2012 року відбулося масове списання тролейбусів, в тому числі тролейбусів ЗіУ-683 та Škoda 14Tr.
Станом на квітень 2013 року в Бєлгороді працювали тролейбусні маршрути № 1, 4, 5, 6, 7, 8, 16, а також «пікові» маршрути у будні № 2 та 10 — не більше 6 рейсів на день по кожному маршруту. На маршруті № 15 «Енергомаш — Травневий» продовжує працювати автобус ПАЗ-3205 по тролейбусному графіку. Хоча даний маршрут експлуатує МУП «МПТ», адекватної підміною він тролейбусу не був, так як працював по автобусним значно вищими тарифами і поступався тролейбусу в комфорті і надійності.
Ділянки без тролейбусного сполучення:
- вулиця Губкіна (від вулиці Щорса до вулиці Корольова);
- приміська лінія до селища Травневий («Супутник — Травневий»)
- вулиця Вовчанська (від проспекту Слави до вулиці Костюкова та від вулиці Робітнича до кільця «ЗМК»). Демонтаж ліній не проводився.

5 травня 2013 року до депо надійшли перші 2 тролейбуса БКМ-420030 «Вітовт» з 20-ти замовлених містом.
1 липня 2013 року — річниця «тимчасового» закриття тролейбусного маршруту № 15. Таким чином, приміська 8-ми км лінія тролейбуса по федеральній трасі М2 на ділянці від вулиці Ворошилова (кільце «Супутник» в місті Бєлгород) до вулиці Садова (кільце в селищі Травневий) залишається без тролейбусного обслуговування.

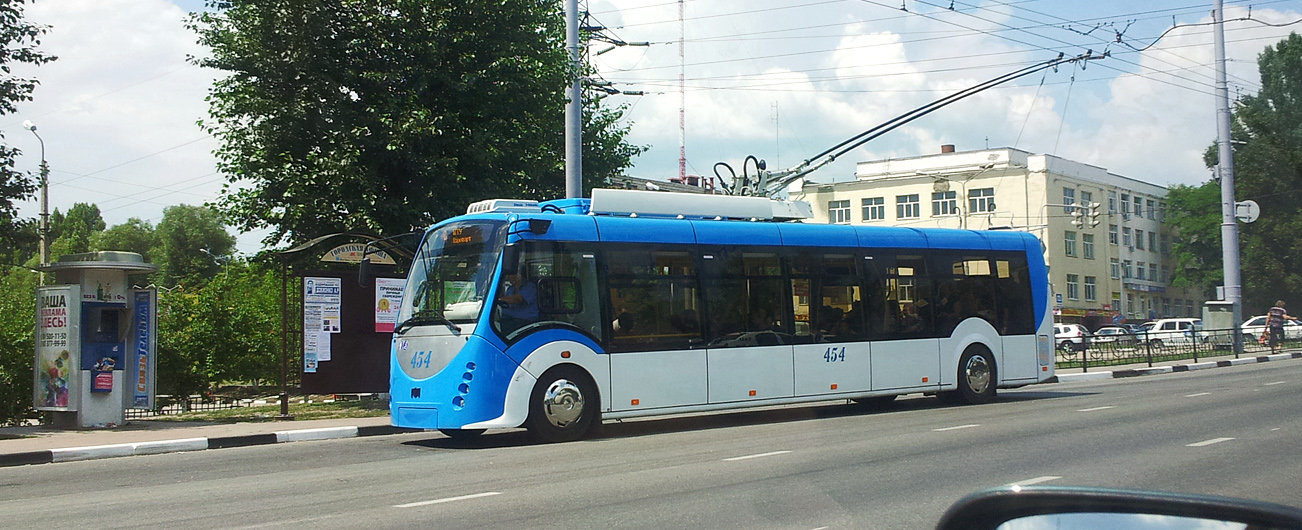
БКМ-420030 «Вітовт»

3 липня 2013 року розпочався регулярний рух тролейбусів БКМ 420030 «Вітовт» за маршрутами № 7 і 8.
7 липня 2013 року призупинено рух тролейбусів по маршруту № 7. Цей маршрут обслуговувався новими автобусами МУП «МПТ».
29 липня 2013 року на тролейбусному маршруті № 6 випуск становив лише один тролейбус.
10 жовтня 2013 року відновлено рух тролейбусів по приміському маршруту № 15 «Завод "Енергомаш" — Селище Травневий».
15 липня 2014 року закритий на невизначений термін приміський тролейбусний маршрут № 15, припинено рух тролейбусів на восьми-кілометровій ділянці «вулиця Ворошилова (Бєлгород) — вулиця Садова (Травневий)». Закритий тролейбусний маршрут № 15 замінений автобусним маршрутом № 151.
З 20 жовтня 2014 року відновлений тролейбусний маршрут № 9 «Стадіон — Костюкова — ЗМК» (працював у будні).
З 1 листопада 2014 року відкритий новий тролейбусний маршрут № 9С «Супутник — Губкіна — ЗМК — Костюкова», який працює щодня. Також був відновлений тролейбусний маршрут № 13 «Аеропорт — Стадіон — ЗМК» (працював щодня).
З 13 листопада 2014 року відкритий новий тролейбусний маршрут № 9К «Стадіон — Корольова — ЗМК — Костюкова» (працював у будні).
Станом на 1 липня 2015 року в Бєлгороді залишилося 79 тролейбусів.

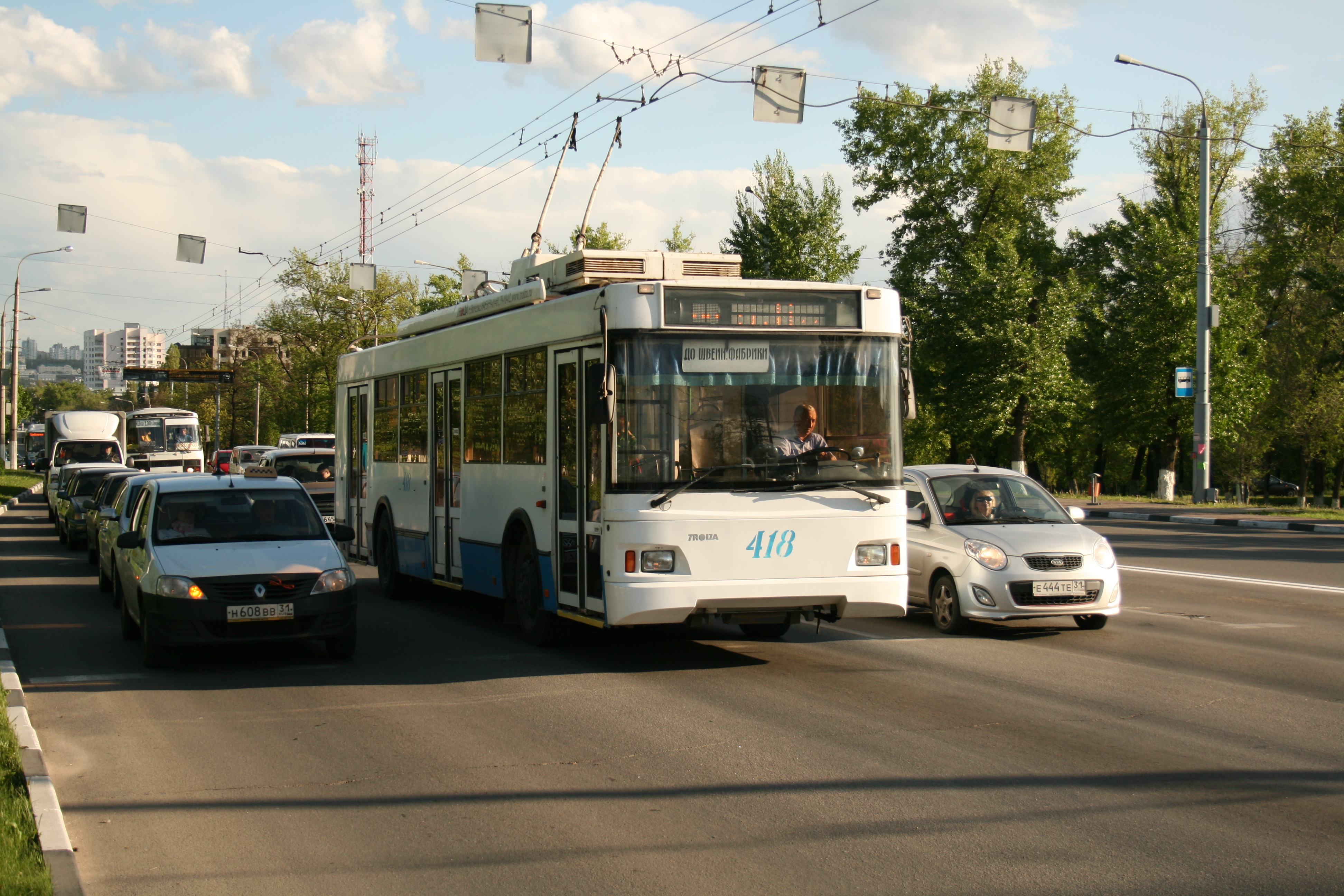
Тролза-5275.07 «Оптіма»

У 2015 році відбулося закриття тролейбусних маршрутів:
- № 6 «Залізничний вокзал — Міськмаш» (з 13 грудня 2015 року);
- № 7 «Аеропорт — БГТУ імені Шухова» (з грудня 2015 року);
- № 10 «Енергомаш — БВК» (з вересня 2015 року).

З 19 вересня 2016 року призупинено рух автобусів по тролейбусному маршруту № 151.
3 жовтня 2016 року відновлено рух тролейбусів по маршруту № 10, на якому  працювали дві машини.
1 січня 2017 року припинена робота тролейбусів за маршрутами № 9, 9К, 9С, 10, 13. Випуск на маршрути № 2, 5 та 16 здійснювався по одному тролейбусу.
На початку 2017 року влада Бєлгорода порушила питання про закриття тролейбусного руху.
3 грудня 2017 року Бєлгородський тролейбус відзначив 50-ти ювілей з моменту запуску тролейбусного руху.
1 липня 2022 року в місті Бєлгород закритий тролейбусний рух. 31 серпня 2023 року стало відомо, що на місці колишнього тролейбусного парка розпочалося будівництво дитячої полікліники № 3.

## Маршрути
| Тролейбусні маршрути міста Бєлгород | Тролейбусні маршрути міста Бєлгород | Тролейбусні маршрути міста Бєлгород | Тролейбусні маршрути міста Бєлгород           |
| №                                   | Пункт відправлення                  | Пункт прибуття                      | Примітки                                      |
| ----------------------------------- | ----------------------------------- | ----------------------------------- | --------------------------------------------- |
| 1                                   | Залізничний вокзал                  | Аеропорт                            |                                               |
| 2                                   | Залізничний вокзал                  | КАЦІ                                |                                               |
| 4                                   | Залізничний вокзал                  | Аеропорт                            |                                               |
| 5                                   | Залізничний вокзал                  | Вулиця Железнякова                  |                                               |
| 6                                   | Залізничний вокзал                  | Авторемзавод                        |                                               |
| 7                                   | Аеропорт                            | Технологічний університет           |                                               |
| 8                                   | Аеропорт                            | Технологічний університет           |                                               |
| 9                                   | Стадіон                             | ЗМК                                 | Через вул. Костюкова. Скасований з 01.01.2017 |
| 9К                                  | Стадіон                             | ЗМК                                 | Через вул. Корольова. Скасований з 01.01.2017 |
| 9С                                  | Супутник                            | ЗМК                                 | Через Губкіна. Скасований з 01.01.2017        |
| 10                                  | Завод «Енергомаш»                   | Вітамінний комбінат                 | Скасований з 01.01.2017                       |
| 13                                  | Завод «Енергомаш»                   | ЗМК                                 | Скасований з 01.01.2017                       |
| 14                                  | Завод «Енергомаш»                   | Вітамінний завод                    |                                               |
| 15                                  | Завод «Енергомаш»                   | Селище Травневий                    | Приміський маршрут. Скасований                |
| 16                                  | Аеропорт                            | Ринок «Супутник»                    |                                               |

## Рухомий склад
| Перелік рухомого складу станом на 2018 рік | Перелік рухомого складу станом на 2018 рік | Перелік рухомого складу станом на 2018 рік | Перелік рухомого складу станом на 2018 рік | Перелік рухомого складу станом на 2018 рік               |
| Країна виробника                           | Тип моделі                                 | Роки експлуатації                          | Кількість всього/в робочому стані          | Бортові номери                                           |
| ------------------------------------------ | ------------------------------------------ | ------------------------------------------ | ------------------------------------------ | -------------------------------------------------------- |
| Росія                                      | Тролза-5275.07 «Оптіма»                    | 2011—2022                                  | 30 / 13                                    | 418—447                                                  |
| Білорусь                                   | БКМ-420030 «Вітовт»                        | 2013—2022                                  | 20 / 11                                    | 448—467                                                  |
| Росія                                      | ЗіУ-682Г-016 (012)                         | 2005—2022                                  | 17 / 0                                     | 391, 394, 396, 397, 400—402, 404—408, 410, 412, 415, 416 |
| Росія                                      | ЗіУ-6205                                   | 1993—2012                                  | 3                                          | 350, 352, 367                                            |
| СРСР                                       | ЗіУ-683                                    | 1990—2012                                  | 2                                          | 301, 313                                                 |
| Чехія                                      | Škoda 14Tr                                 | 1996—2012                                  | 1                                          | 366                                                      |
|                                            |                                            | Всього:                                    | 67 / 24                                    |                                                          |

## Цікавий факт
Маршрут Бєлгородського тролейбуса № 15 сполучав місто Бєлгород з селищем Травневий, яке розташоване у Бєлгородському районі. Протяжність лінії «Енергомаш — селище Травневий» становила 17 км, що була однією з найдовших ліній тролейбусного транспорту в Росії. Тролейбус за цим маршрутом прямував від зупинки «Завод "Енергомаш"» до Сільськогосподарської академії в селищі Травневий 6 разів на день за розкладом. Нині на цьому маршруті працює автобусний маршрут № 151.

## Вартість проїзду
| Динаміка зростання вартості проїзду | Динаміка зростання вартості проїзду |
| Дата встановлення тарифу            | Вартість проїзду, ₽                 |
| ----------------------------------- | ----------------------------------- |
| 1 жовтня 2008                       | 7,00                                |
| 1 лютого 2010                       | 8,00                                |
| 6 червня 2013                       | 15,00                               |